# Andrés La Blunda Fontana
Andrés La Blunda Fontana (Buenos Aires, 25 de enero de 1977) es de profesión Contador Publico Nacional y Licenciado en Administración, egresado de la Universidad Pública, con especialidades de posgrado en materia económica, y con experiencia en la gestión de políticas públicas. Preside el Partido KOLINA de la Ciudad de Buenos Aires, integrante del Frente Unión por la Patria. Actualmente es legislador porteño, electo a partir de los sufragios del dia 22 de Octubre del 2023.
Es un Nieto restituido por las  Abuelas de Plaza de Mayo, luego de haber sido entregado en adopción plena durante la última dictadura cívica militar argentina.

## Historia personal
El 20 de abril de 1977, un grupo de tareas del Ejército Argentino irrumpió en un departamento de la localidad bonaerense de San Fernando y se llevó a la pareja formada por Pedro La Blunda y Mabel Fontana, militantes peronistas. Pedro La Blunda, según testimonios fue asesinado al momento del secuestro y Mabel Fontana detenida y secuestrada en el centro Clandestino Campo de Mayo. Su hijo Andrés, de tres meses de edad, es entregado por el Ejército al matrimonio que vivía en el departamento de enfrente del departamento 9A. Ambos aún permanecen desaparecidos.
Con el tiempo, la pareja de apellidos Cabral-Benavide que lo adoptó, sin conocer su origen, inició el trámite hasta llegar a la adopción plena por las vías legales. Lo anotaron con el nombre de Mauro Gabriel Cabral. El juzgado interviniente, en primera instancia fue el Tribunal de Menores de San Isidro, a cargo de la jueza Ofelia Hejt. Dicho Juzgado realizó una investigación precaria e imprecisa en relación al origen de Andrés, otorgando la guarda y tenencia al matrimonio adoptante. La adopción plena recién se concretó en 1983 en la ciudad de Mar del Plata, donde Andrés se había mudado junto con sus padres adoptivos y sus hermanos de crianza. La justicia fue parte determinante en la apropiación “legalizada” de Andrés La Blunda.

## Recuperación de la identidad
Andrés La Blunda fue localizado por las Abuelas de Plaza de Mayo en febrero de 1984, gracias a una parte de su familia biológica (La Blunda) que motorizó la búsqueda desde el momento en que supieron del secuestro de sus padres. Tenía entonces 7 años y a partir de un acuerdo dado entre las familias biológicas y de crianza, entendieron que lo adecuado era que el niño continúe viviendo con la familia adoptiva. El acuerdo incluía la necesidad de que el niño conozca su verdadero origen, responsabilidad que quedó en manos de la familia adoptiva.
El miedo, el silencio, que impuso el genocidio, sumado al temor a la pérdida del niño, imposibilitó a la familia adoptiva contar la verdad, siendo estos últimos también victimas del terror genocida. Recién a los 22 años de edad de Andrés, en 1999 y a través de una prima biológica, se enteró de que era hijo adoptivo del matrimonio Cabral-Benavide y, a su vez, hijo de padres desaparecidos durante la dictadura. En ese momento, sin dudarlo, comenzó la búsqueda y reconstrucción de su verdadera historia e identidad junto a las Abuelas de Plaza de Mayo. Sin embargo, continuó viviendo con sus padres adoptivos hasta los 25 años, cuando decidió mudarse a Buenos Aires una vez finalizados sus estudios universitarios.
Ya viviendo en Buenos Aires, en el año 2008, un grupo de estudiantes de la Escuela Media número 8 de la localidad de San Fernando, junto a la Comisión Provincial por la Memoria, comienzan una investigación sobre los militantes políticos de la zona que habían sido desaparecidos y toman a su familia como primer caso para reconstruir la historia local. Para finalizar el trabajo, lo invitaron a participar de un acto conmemorativo en el que se colocó una placa recordatoria en el lugar del secuestro de la calle constitución 1277. Ese día, al cumplirse 31 años de la desaparición forzada de Pedro La Blunda y Mabel Fontana, decidió asumir su verdadera identidad, identificándose como Andrés La Blunda, y dejando atrás el nombre de Mauro Gabriel Cabral para comenzar un nuevo capítulo en su vida.
Luego de casi 5 años de batallar legalmente, el 21 de diciembre de 2012 la Justicia argentina le otorgó finalmente el documento nacional de identidad (DNI) con su legítimo nombre.

## Formación y gestión
En el año 2003, recibió su titulación de grado en la Universidad Nacional de Mar del Plata, en la Facultad de Ciencias Económicas y Sociales, como Contador Público Nacional y Licenciado en Administración. Posteriormente realizó estudios de posgrado en la Universidad de Palermo de la Ciudad Autónoma de Buenos Aires. Como también en al Universidad Nacional de Avellaneda.
Andrés La Blunda es Presidente del Partido Corriente de Liberación Nacional KOLINA CABA, una agrupación política de orientación peronista kirchnerista, liderada por Alicia Kirchner, y bajo la conducción de Cristina Fernández de Kirchner, según explican los militantes.
Desde mayo de 2003, desarrolló tareas de gestión de políticas públicas, en una primera instancia en el Consejo de Coordinación de Políticas Sociales, y posteriormente en el Ministerio de Desarrollo Social a cargo de la Dra. Alicia Kirchner, en tareas de promoción y organización social. En el año 2008 fue designado secretario Ejecutivo del Consejo Federal de Juventud, y posteriormente en el año 2010 vicepresidente del el Instituto Nacional de Asociativismo y Economía Social (INAES), desarrollando tareas en el sector de la economía solidaria de cooperativas y mutuales hasta el 9 de diciembre de 2015.
En diciembre del 2015 asumió el cargo de Director de la Casa de Santa Cruz en Buenos Aires.
También asumió tareas en comisiones fiscalizadoras, en carácter de sindico, en distintas empresas con participación estatal.
Desde el año 2016 al 2023 integro la junta permanente del Consejo Federal de Inversiones, organismo federal de innovación y planificación de inversiones para el desarrollo integral del país
El 10 de diciembre del 2023 asumió como legislador de la Ciudad de Buenos Aires, integrando las comisiones de Desarrollo Económico, la vice presidencia de personas mayores, relaciones interjurisdiccionales, espacio publico, y descentralización.
Entre sus proyectos destacados figuran el proyecto de Ley para el abordaje integral de la problemática de la Ciberludopatia en niños, niñas y adolescentes, la creación de un parque metropolitano en el sur de la ciudad, entre otros proyectos.

La Blunda, además, participa en charlas sobre la importancia de la política de Derechos Humanos  y democracia. En ese contexto, ha recorrido numerosas escuelas para concientizar a los estudiantes sobre el tema y apoya y promueve todas las acciones tendientes a reforzar los Derechos Humanos en el país.